# C/1823 Y1
C/1823 Y1 (Wielka Kometa roku 1823) – kometa jednopojawieniowa, która nie powróci już najprawdopodobniej w okolice Słońca. Widoczna była gołym okiem.

## Odkrycie i orbita komety
Kometę C/1823 Y1 odkryto w wigilię, 24 grudnia 1823 roku. Kometa osiągnęła swe peryhelium (jeszcze przed odkryciem) 9 grudnia tegoż roku i znalazła się w odległości 0,23 j.a. od Słońca. Poruszała się po parabolicznej orbicie o nachyleniu 103,8° względem ekliptyki. Jej szczególną cechą było istnienie dwóch warkoczy – jednego skierowanego w stronę Słońca i drugiego skierowanego przeciwnie (antywarkocza).